# Jens Debusschere
Jens Debusschere (Roeselare, 28 augustus 1989) is een Belgisch voormalig wielrenner. Hij is de jongere broer van de wielrenners Kevin en Maxim en schoonbroer van voormalig wielrenner Jürgen Roelandts.

## Carrière
Hij werd in 2005 Belgisch kampioen tijdrijden bij de Nieuwelingen en een jaar later Belgisch kampioen ploegenachtervolging bij de junioren, samen met Stijn Steels, Matthias Allegaert en Gieljan Engelrelst. Een jaar later eindigde hij op drie onderdelen van het baanwielrennen als derde in het nationale kampioenschap voor junioren: achtervolging, puntenkoers en 1 kilometer. Hij werd wel kampioen op de weg. Daarnaast won hij de Ronde van Vlaanderen voor junioren en werd hij tweede in Parijs-Roubaix voor junioren.
In 2009 werd Debusschere West-Vlaams kampioen bij de beloften. Een jaar eerder was hij op hetzelfde kampioenschap al tweede geworden. Vervolgens liep hij in 2010 stage bij Omega Pharma-Lotto, dat hem aan het begin van het nieuwe seizoen in 2011 een contract aanbood. In 2014 behaalde Debusschere de grootste zege uit zijn carrière. In Wielsbeke werd hij Belgisch kampioen op de weg bij de elite door in de sprint Roy Jans en Tom Boonen te kloppen. In 2015 won hij het honderdste Kampioenschap van Vlaanderen maar werd gedeclasseerd vanwege zijn gedragingen vlak voor de finish. In 2016 won hij Dwars door Vlaanderen in een uitgedunde kopgroep nadat Greg Van Avermaet net voor de streep werd bijgehaald.
Eind maart 2022 tijdens de wielerwedstrijd Dwars Door Vlaanderen viel Debusschere bij een tuimelperte en brak zijn sleutelbeen. Na het stoppen van de Franse ploeg B&B Hotels p/b KTM kwam Debusschere zonder ploeg te zitten. In februari 2023 kondigde hij aan in navolging van Jens Adams om een eenmansploeg op te richten en individueel te werken naar het Belgische kampioenschap door deel te nemen in kermiskoersen en gravelracen.

## Overwinningen
2013
Kampioenschap van Vlaanderen
1e etappe Eurométropole Tour
Eind-, punten- en jongerenklassement Eurométropole Tour
Nationale Sluitingsprijs
2014
 Belgisch kampioen op de weg, Elite
1e etappe Ronde van Wallonië
Nationale Sluitingsprijs
2015
1e etappe Tirreno-Adriatico
Grote Prijs van Wallonië
Omloop van het Houtland
1e etappe Eurométropole Tour
2016
Dwars door Vlaanderen
2017
5e etappe Ronde van België
Puntenklassement Ronde van België
2018
5e etappe Ronde van Wallonië

### Resultaten in voornaamste wedstrijden
| Jaar | Ronde van Italië | Ronde van Frankrijk | Ronde van Spanje |
| ---- | ---------------- | ------------------- | ---------------- |
| 2011 |                  |                     |                  |
| 2012 |                  |                     | opgave           |
| 2013 |                  |                     |                  |
| 2014 |                  |                     | 107e             |
| 2015 |                  | 145e                |                  |
| 2016 |                  |                     |                  |
| 2017 |                  |                     | opgave           |
| 2018 | 136e             |                     |                  |
| 2019 |                  | 153e                |                  |
| 2020 |                  | buiten tijd         |                  |
| 2021 |                  |                     |                  |
| 2022 |                  |                     |                  |

| Jaar | Milaan-San Remo | Gent-Wevelgem | Ronde van Vlaanderen | Parijs-Roubaix | Amstel Gold Race | Dwars door Vlaanderen | Parijs-Tours | Kuurne-Brussel-Kuurne |  | WK op de weg |  | Wereldranglijsten |
| ---- | --------------- | ------------- | -------------------- | -------------- | ---------------- | --------------------- | ------------ | --------------------- |  | ------------ |  | ----------------- |
| 2011 |                 |               |                      | opgave         |                  |                       |              |                       |  |              |  |                   |
| 2012 |                 |               | 70e                  | opgave         | opgave           | 24e                   | 22e          | 115e                  |  |              |  |                   |
| 2013 |                 | 62e           | 27e                  | opgave         |                  | opgave                | 43e          |                       |  |              |  | 211e (UWT)        |
| 2014 |                 | 122e          | opgave               | 75e            |                  | 6e                    | ↑            | 55e                   |  |              |  | 212e (UWT)        |
| 2015 |                 | 5e            | 25e                  | 9e             |                  | 8e                    | 94e          | 7e                    |  |              |  | 80e (UWT)         |
| 2016 | 35e             | opgave        |                      |                |                  | ↑                     | 8e           | 20e                   |  | 47e          |  | 185e (UWT)        |
| 2017 | 132e            | 7e            | opgave               | 78e            |                  | 78e                   | 130e         |                       |  |              |  | 150e (UWT)        |
| 2018 | 22e             | 5e            | 61e                  | 10e            |                  | opgave                | 71e          | 15e                   |  |              |  | 98e (UWT)         |
| 2019 |                 | 10e           | 35e                  | opgave         |                  | 68e                   | opgave       | 15e                   |  |              |  |                   |
| 2020 |                 | 37e           | opgave               |                |                  |                       |              | 120e                  |  |              |  |                   |
| 2021 |                 | 57e           | opgave               | opgave         |                  | opgave                |              | opgave                |  |              |  |                   |
| 2022 |                 | opgave        |                      |                |                  | opgave                |              |                       |  |              |  |                   |

## Ploegen
2009 –  Topsport Vlaanderen-Mercator (stagiair vanaf 1 augustus)

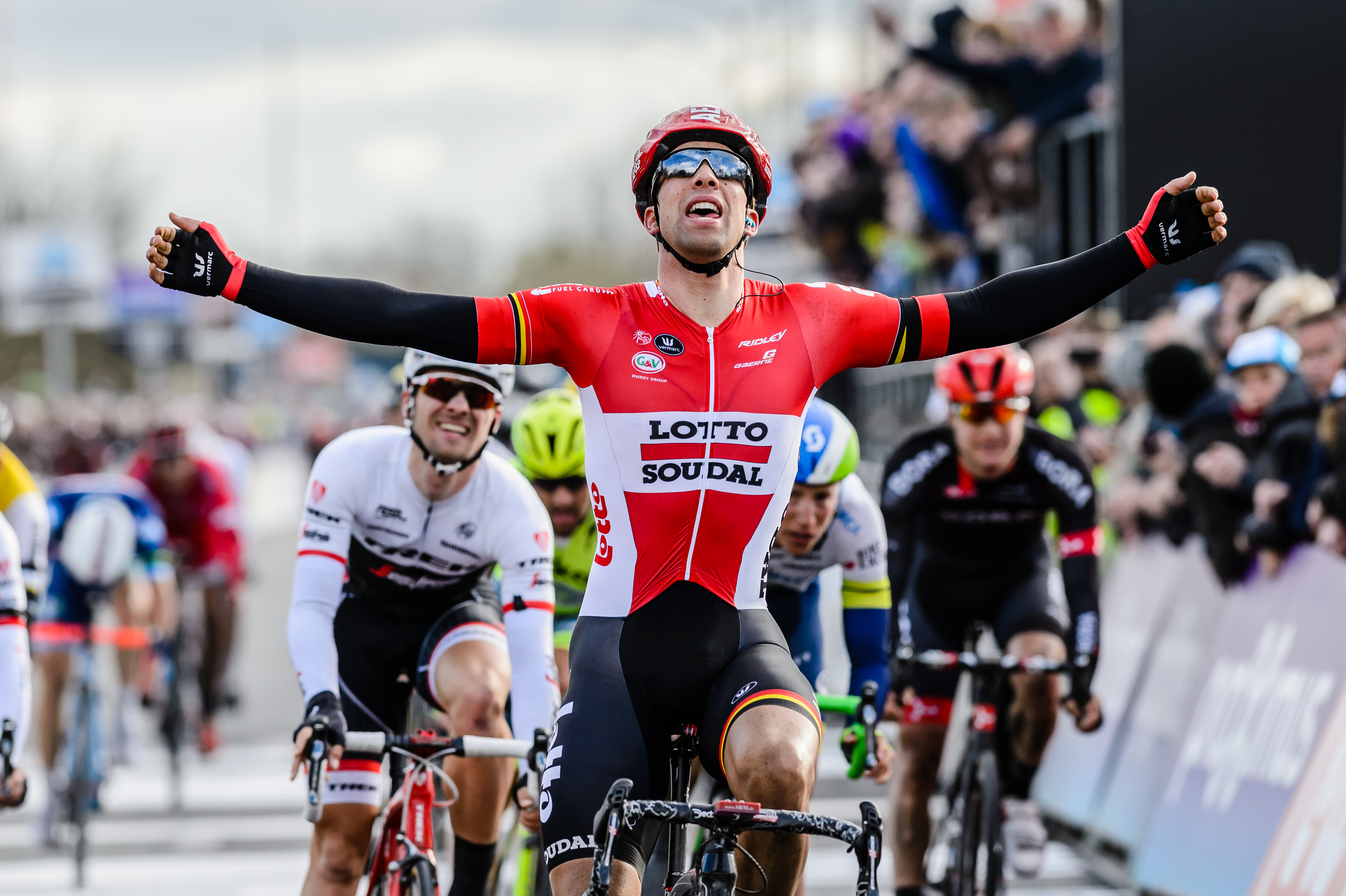
Jens Debusschere komt als eerste aan in Waregem tijdens Dwars door Vlaanderen 2016

2010 –  Omega Pharma-Lotto (stagiair vanaf 1 augustus)
2011 –  Omega Pharma-Lotto
2012 –  Lotto-Belisol
2013 –  Lotto-Belisol
2014 –  Lotto-Belisol
2015 –  Lotto Soudal
2016 –  Lotto Soudal
2017 –  Lotto Soudal
2018 –  Lotto Soudal
2019 –  Team Katjoesja Alpecin
2020 –  B&B Hotels-Vital Concept p/b KTM
2021 –  B&B Hotels p/b KTM
2022 –  B&B Hotels-KTM
Bakelants · Coenen · Criel · De Gendt · De Ketele · Goddaert · Hermans · Joseph · Keisse · Lodewyck · Maes · Mertens · Neirynck · Neyens · Nolf · Renders · Steurs · Vandewalle · Van Hecke · Vanheule · Vanmarcke · Vanspeybrouck · Debusschere (stagiair)
Aerts · Bakelants · Blythe · Brandt · Cretskens · De Greef · Dehaes · Delage · D'Hollander · Elijzen · Gilbert · Hoste · Kaisen · Lang · Ljungblad · Lloyd · Löwik · Moreno · Péraud · Roelandts · Scheirlinckx · Stubbe · Van Avermaet · Van den Broeck · Vanendert · Van Goolen · Wegelius · De Winter (stagiair) · Debusschere (stagiair) 
Aerts · Bakelants · Blythe · Boucher · De Clercq · De Greef · Debusschere · Dehaes · Dockx · Gilbert · Greipel · Hansen · Kaisen · Lang · Lloyd · Lodewyck · Neyens · Pujol · Reynés · Roelandts · Sieberg · Van De Walle · Van den Broeck · Vandousselaere · Vanendert · Veikkanen · Willems · Van der Sande (stagiair) 
Bak · Bille · Bulgaç · Cordeel · De Clercq · De Greef · Debusschere · Dehaes · Dockx · Greipel · Hansen · Henderson · Kaisen · Meersman · Neyens · Reynés · Robert · Roelandts · Sieberg · Sohrabi · Van der Sande · Van De Walle · D. Vanendert · J. Vanendert · van Leijen · Vangenechten · Wellens · Van den Broeck · Willems · Sprengers (stagiair) · Wippert (stagiair) 
Bak · Bellemakers · Bille · Bulgaç · Cordeel · De Clercq · De Greef · Debusschere · Dehaes · Dockx · Greipel · Hansen · Henderson · Kaisen · Meersman · Neyens · Reynés · Robert · Roelandts · Sieberg · Van der Sande · Van De Walle · D. Vanendert · J. Vanendert · van Leijen · Vangenechten · Wellens · Van den Broeck · Willems · Broeckx (stagiair) · Carolus (stagiair) 
Armée · Bak · Boeckmans · Breen · Broeckx · De Bie · Debusschere · De Clercq · Dehaes · Dockx · Gallopin · Greipel · Hansen · Henderson · Kaisen · Ligthart · Monfort · Roelandts · Sieberg · Vallée · Van den Broeck · Van der Sande · D. Vanendert · J. Vanendert · Van Genechten · Vervaeke · Wellens · Willems · Benoot (stagiair) · Meurisse (stagiair) · Naesen (stagiair)
Armée · Bak · Benoot · Boeckmans · Breen · Broeckx · De Buyst · De Bie · Debusschere · De Clercq · De Gendt · Dehaes · Dockx · Gallopin · Greipel · Hansen · Henderson · Ligthart · Monfort · Roelandts · Sieberg · Vallée · Van den Broeck · Van der Sande · D.Vanendert · J.Vanendert · Vervaeke · Wellens · Frison (stagiair) · Van Gestel (stagiair) · Van Rooy (stagiair)
Armée · Bak · Benoot · Boeckmans · Broeckx · De Buyst · De Bie · De Clercq · De Gendt · Debusschere · Dockx · Frison · Gallopin · Greipel · Hansen · Henderson · Ligthart · Marczyński · Monfort · Roelandts · Sieberg · Valls · Van der Sande · Vanendert · Vervaeke · Wallays · Wellens · Deltombe (stagiair) · Goolaerts (stagiair) · Shaw (stagiair)
Armée · Bak · Benoot · Boeckmans · De Bie · De Buyst · De Clercq · De Gendt · Debusschere · Frison · Gallopin · Greipel · Hansen · Hofland · Maes · Marczyński · Mertz · Monfort · Roelandts · Shaw · Sieberg · Valls · Van der Sande · Vanendert · Vervaeke · Wallays · Wellens · Wouters · Leysen (stagiair) · Planckaert (stagiair) · Van Gompel (stagiair)
Armée · Bak · Benoot · Campenaerts     · De Buyst · De Gendt · Debusschere · Frison · Greipel · Hansen · Hofland · Keukeleire · Lambrecht · Maes · Marczyński · Mertz · Monfort · Naesen · Shaw · Sieberg · Van der Sande · Vanendert · Wallays · Wellens · Wouters
Battaglin · Biermans · Boswell · Cras · Debusschere · Dowsett · Fabbro · Gonçalves · Guerreiro · Haas · Haller · Hollenstein · Kittel · Koeznetsov · Kotsjetkov · Navarro · Politt · Smit · Špilak · Strachov · Tanfield · Würtz Schmidt · Zabel · Zakarin
Barbier · Barthe · Boileau · Bonnamour · Chevalier · Debusschere · Ferasse · Gautier · Gougeard · Heidemann · Hivert · Jauregui · Koretzky · Lagrée · Laurance · Lecroq · Lemoine · Lietaer · Morice · Mozzato · Parisella · Rolland · Schönberger · Warlop · Dauphin (stagiair) · Mahoudo (stagiair) · Rouland (stagiair)